# Белый Слон (обсерватория)
Белый Слон (укр. Білий Слон, пол. Biały Słoń) — бывшая польская астрономическая и метеорологическая станция на горе Поп Ива́н Черногорский (также известной как Чёрная Гора), построенная Варшавским университетом. Находится на территории Верховинского района Ивано-Франковской области Украины.
Работала с 1938 по 1941 год. После Великой Отечественной войны обсерваторию сделали филиалом ГАО НАНУ, но небольшой коллектив ГАО не смог возродить обсерваторию на горе Поп-Иван, и филиал практически так и не функционировал.

## История
После Первой мировой войны в Польше встал вопрос о строительстве новой обсерватории, так как существующая Варшавская обсерватория становилась всё менее пригодной для астрономических наблюдений.
В 1935 году инженер, генерал Леон Бербецкий от имени Лиги противовоздушной обороны государства (LOPP) предложил директору астрономической обсерватории Варшавского университета Михалу Каменскому организовать астрономический отдел в метеорологической обсерватории, которую планировали построить в Карпатах, на вершине горы Поп Иван. В том же году командование противовоздушной обороны Польши по результатам конкурса одобрило проект строительства обсерватории архитекторов Казимежа Марчевского и Яна Погоского.
Строительство началось летом 1936 года.
Обсерватория возводилась преимущественно из местного строительного материала — камня-песчаника, что удешевляло и упрощало строительство. Рабочую силу составляли тоже преимущественно жители окрестных сёл. Камень на гору подвозили лошадьми или несли в руках, на спине. Так же транспортировали другие строительные материалы, оборудование, доставленные по железной дороге до ближайшей станции Ворохта (70 км от строительной площадки). Много усилий было потрачено на перенос к вершине горы Поп Иван 33 ящиков с элементами купола и другими деталями. Крупнейшая из них весила 950 кг.
Стены обсерватории, построенной в стиле конструктивизма, сложены из известняковых блоков и достигают 1,5 м в толщину на уровне цокольного этажа и 1 м — на уровне верхних этажей. Для утепления помещения с внутренней стороны между штукатуркой и каменной кладкой заложена прослойка просмолённой пробки. Сооружение имеет два этажа с восточной стороны и пять — с западной. Её двускатная крыша была покрыта медными листами. С южной стороны расположена ротонда, где размещался телескоп.
Торжественное открытие обсерватории состоялось 29 июля 1938 года. Она состояла из 43 помещений. Среди них — конференц-зал, помещения руководителя обсерватории, иные жилые помещения, столовая, кабинеты, зал для метеоинструментов и пр. В подвале оборудовали аккумуляторную и котельную.
В обсерватории работал выходец из села Микуличина Владислав Мидович. Здесь же он и жил вместе с женой и сыном. Ещё несколько человек вспомогательного технического и научного персонала обеспечивали постоянные астрономические и метеонаблюдения. В обсерватории постоянно находился отряд польских пограничников.

### Научные исследования 1937—1939
Первую обсервационную фотосъёмку новым аппаратом выполнил в 1937 году Мацей Белицкий. Ему удалось получить 4 фотографии планетоида Интерамния. Несколькими месяцами позже были сделаны две фотографии кометы Юрлова — Ахмарова — Хасселя. Полученные таким образом данные были опубликованы в журнале Варшавской обсерватории в 1938—1939 годах.
Весной 1939 года к работе в обсерватории приступил доктор Владимир Зон. Он фотографировал звёзды в двух цветах, которые отличались интенсивностью свечения на чёрно-белых фотоснимках. Работа проводилась со звёздами, населяющими Млечный Путь. Недоработанный материал доктора Зона, хранившийся в Варшаве, погиб во время Варшавского восстания 1944 года.
В апреле 1939 года в обсерваторию прибыл магистр Стефан Щербак для проведения астрономической работы (по поручению профессора Каминского). Он провёл около 70 визуальных оценок блеска переменных звёзд, выполнил серию рисунков вращения Марса, определил 6 позиций кометы Брукса. Он потратил около 20 часов на поиск новых комет с помощью 80-миллиметрового телескопа. Стефан Щербак выполнял наблюдения в обсерватории, где и погиб в период военных действий.

### Вторая мировая война
После начала Второй мировой войны работники обсерватории эвакуировали ценное оборудование, которое попало в Будапештскую астрономическую обсерваторию, затем в Вену, откуда вернулось в Польшу после войны. Смонтированный трёхлинзовый объектив находится в Силезском планетарии.
Здание обсерватории и остатки оборудования в конце 1939 года перешли в собственность советских властей. До июня 1941 года здесь проводились метеорологические наблюдения. Впоследствии немцы вывезли металлические части астрографа во Львов, где до последнего времени они хранились в физическом корпусе Львовского университета.
В дальнейшем помещение было заброшено, и местные жители растащили из неё всё, что представляло какую-то ценность, в частности, медные листы с купола и крыши обсерватории.
После этого деятельность обсерватории более не возобновлялась.

## Современное состояние
В октябре 1996 года в Яремче состоялось научно-практическое совещание по вопросу «метеоролого-астрономической обсерватории на горе Поп Иван», в которой приняли участие представители различных учреждений Украины и Польши. На совещании обсуждалась возможность восстановления и возобновления деятельности обсерватории. Протокол совещания был направлен правительствам Украины и Польши.
Ивано-Франковский филиал института «Укрзападпроектреставрация» выполнил архитектурно-археологические обмеры, инженерное обследование, технологическая лаборатория — исследование состава строительных материалов и растворов, использовавшихся при строительстве здания. По заказу Главного управления строительства и архитектуры областной госадминистрации были выполнены рабочие чертежи ремонта и реставрации здания обсерватории. В то же время вопрос о функциональном использовании здания обсерватории так и не решён.
По мнению одних, здесь можно было бы учредить институт естественных наук, профессор А. Адаменко предлагал создать туристический центр. Было предложение в отреставрированном здании обсерватории разместить институт лекарственных растений (в здешней флоре насчитывается более 1000 видов растений, в том числе лекарственных). Астрономическая обсерватория Львовского университета считает необходимым восстановить высокогорную станцию для проведения метеорологических, астрономических, экологических, биологических и сейсмических исследований.
С участием ведущих учёных Украины и Польши, представителей органов местной власти и проектно-строительных организаций в 2002 году было проведено три научно-практических семинара-совещания по вопросам выработки концепции восстановления и деятельности обсерватории. На первой конференции, которая состоялась в Яремче 24 января 2002 года, был создан Научный совет по вопросам восстановления обсерватории. Это сооружение одновременно могло бы использоваться не только как научный, но и как экскурсионно-туристический объект. Польские учёные обратились с соответствующим запросом в органы власти Республики Польша и получили одобрение относительно продолжения работы над проектом.
В начале октября 2002 года председатель Ивано-Франковской областной госадминистрации Михаил Вышиванюк направил Президенту Леониду Кучме письмо о необходимости поддержать идею восстановления и возобновления работы обсерватории. В конце ноября 2002 года в адрес Вышиванюка поступило письмо от первого заместителя главы Администрации Президента Украины Валерия Хорошковского о том, что «рассмотрены и признаны подходящими предложения ОГА о необходимости вынесения на уровень межправительственных переговоров вопроса восстановления астрономо-метеорологической обсерватории, расположенной на вершине горы Поп Иван в Верховинском районе Ивано-Франковской области». По этому поводу Министерству иностранных дел Украины было дано соответствующее поручение.
Несмотря на 50 лет запустения и разрушения, фундаменты и стены здания сохранились в удовлетворительном состоянии.
Об этой обсерватории вспоминает Юрий Андрухович в своём эссе «Carpathologia cosmophilica».
Восстановление бывшей обсерватории было включено как задание в Дорожную карту украинско-польского сотрудничества на 2011—2012 годы, которую подписали 3 февраля 2011 года Президент Украины Виктор Янукович и Президент Республики Польша Бронислав Коморовский.
Прикарпатский национальный университет имени Стефаника, на балансе которого находится обсерватория, совместно с Варшавским университетом разработали проект её восстановления. Планируется, что здесь будут функционировать метеорологическая станция, биологический стационар по изучению растительности Карпат и другие научные центры. В 2012 году выполнены первые работы: замурованы кирпичом окна главного корпуса и завершены работы по перекрытию здания, медным листом покрыто 200 м кв. крыши.
В 2017 году были созданы совместная польско-украинская горноспасательная служба и школа горноспасателей. Во время продолжающихся реставрационных работ основные помещения горного приюта отсутствовали, но были созданы временные помещения.
- На подходе к обсерватории
- Близлежащие горы
- Близлежащие горы